# Silopi
Silopi (kurdsky Silopî) je město a okres v provincii Şırnak v jihovýchodním Turecku nedaleko syrských a iráckých hranic. Oblast je obývaná převážně Kurdy. V okrese Silopi, které tvoří stejnojmenné město a 23 vesnic, žije přibližně 135 tisíc obyvatel. Starostou Silopi byl v roce 2019 zvolen Adalet Fidan ze stranu HDP. Dosazeným guvernérem okresu (kaymakamem) je Can Kazım Kuruca.